# Бурун-Кая

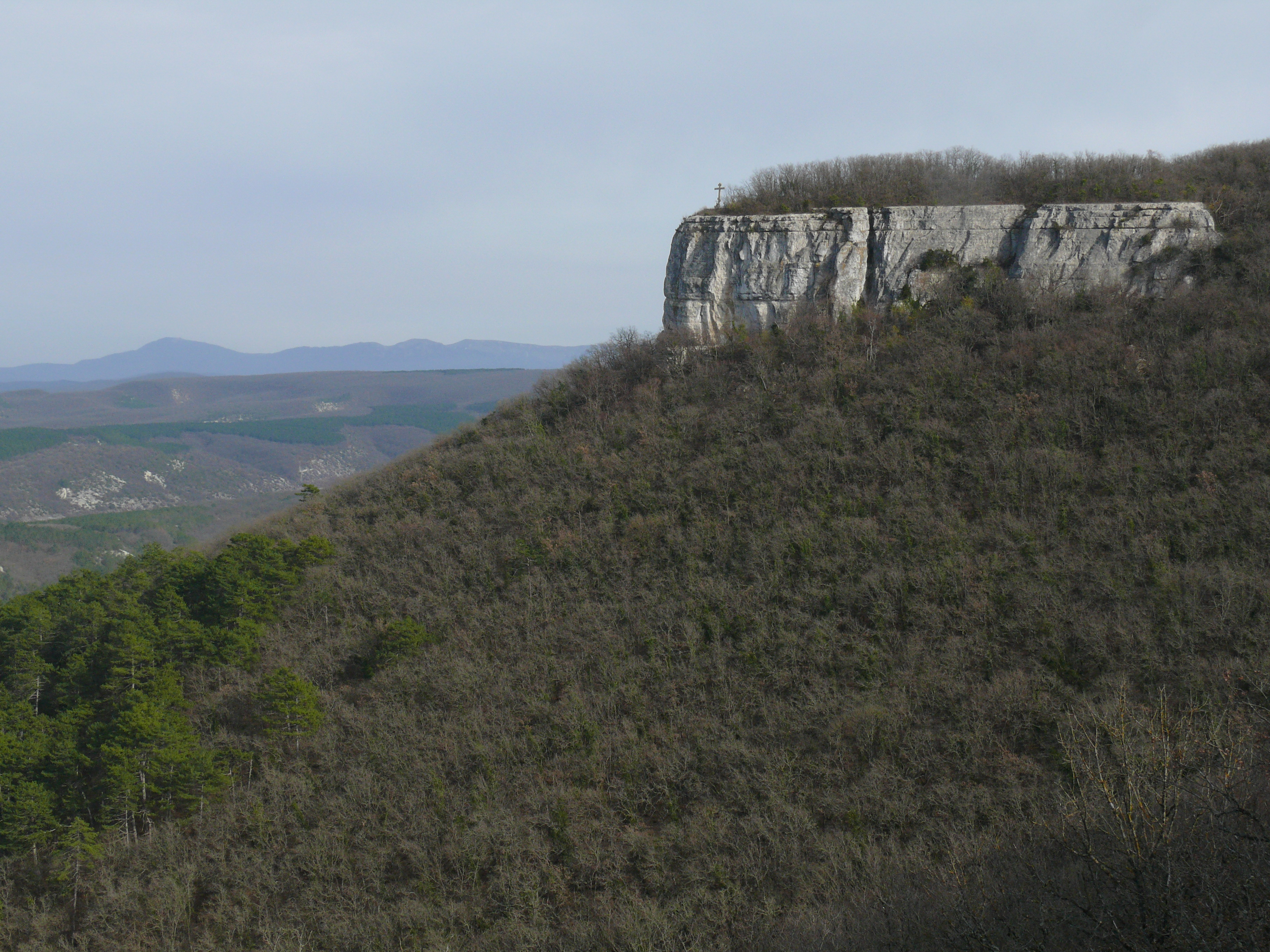
Мис (скеля) Бурун-Кая

Буру́н-Кая́ (крим. Burun Qaya, також Кала́й-Буру́н, крим. Qalay Burun) — руїни середньовічного укріпленого загону (притулку) IX—X століття.

## Опис
Розташовані на однойменній скелі гірського масиву Курушлю, що утворює східний край Качинських воріт, за 1,5 км на захід від села Баштанівка. Мис обмежений з трьох сторін урвищами висотою 15—35 м, з підлогового боку плато було перегороджено стіною (товщиною близько 3 м і довжиною 87 м, що збереглася на висоту до 1,2 м), складеною з буту насухо, впритул до внутрішньої сторони якої є сильно зруйновані фундаменти якихось споруд. Площа укріплення 0,8 гектара (більша частина заросла лісом). На підставі підйомного археологічного матеріалу зміцнення датується приблизно IX-Х століттям, а мізерний культурний шар передбачає короткочасне епізодичне використання як притулок.
Руїни стін на Бурун-Кая були виявлені в 1938 кримським археологом В. П. Бабенчиковим, зміцнення згадував М. І. Рєпніков в рукописі 1940 «Матеріали до археологічної карти південно-західного нагір'я Криму». Є. В. Веймарн та М. Я. Чореф у книзі «Корабель на Качі» 1976 року визначали зміцнення центром якогось феодального уділу, за сучасними уявленнями ісар — притулок навколишніх жителів на випадок військової небезпеки. Рішенням Кримського облвиконкому № 16 від 15 січня 1980 року руїни укріплення на скелі Бурун-Кая оголошені історичною пам'яткою регіонального значення.